# Abdoul Koné
Abdoul Koné (* 22. April 2005 in Neuilly-sur-Seine) ist ein französisch-ivorischer Fußballspieler, der aktuell bei Stade Reims in der Ligue 1 spielt.

## Karriere
Koné begann seine fußballerische Ausbildung 2011 bei der ES Colombienne, wo er sechs Jahre lang spielte. Anschließend, im Jahr 2017 wechselte er zum AC Boulogne-Billancourt, wo er wiederum drei Jahre verblieb. Im Sommer 2020 wechselte er zum Racing Club de France Football und nur ein Jahr später in die Jugendakademie des Paris FC. Dort spielte er 2021/22 bereits 17 B-Junioren-Partien und kam dreimal in der U19-Mannschaft zum Einsatz. In der Saison 2022/23 war er dort Stammspieler und kam auf insgesamt 17 Partien in der Liga und der Coupe Gambardella. Zudem stand er einmal im Kader der fünftklassigen Zweitmannschaft.
Im Sommer 2023 wechselte er schließlich zum Ligarivalen Stade Reims. Hier war er zunächst bei der U19 und der Reservemannschaft gesetzt. Am 10. Mai 2024 (33. Spieltag) debütierte Koné bei einem 1:1-Unentschieden gegen Stade Brest in der Startelf für die Profimannschaft in der Ligue 1. Bis zum Saisonende der Spielzeit 2023/24 wurde er insgesamt dreimal eingesetzt und legte ein Tor auf. Im Anschluss unterzeichnete er Ende Mai seinen ersten Profivertrag bei dem Verein.